# Bombycoidea
Bombycoidea, nadporodica leptira. Dobila je ime po porodici Bombycidae i rodu Bombyx, čija je vrsta poznata kao dudov prelac, Dudov svilac ili svilena buba, odnosno Bombyx mori, koji proizvodi najfiniju tkaninu na svijetu, svilu.

## Porodice
- Porodica Bombycidae
- Porodica Brahmaeidae
- Porodica Carthaeidae
- Porodica Endromidae
- Porodica Eupterotidae
- Porodica Lemoniidae
- Porodica Mirinidae
- Porodica Saturniidae
- Porodica Sphingidae

## Vanjske poveznice
|  | Wikivrste imaju podatke o taksonu Bombycoidea |

- The Moths of Borneo :: superfamily Bombycoidea